# Valerio Mastrantonio
Valerio Mastrantonio (Roma, 22 giugno 1999) è un calciatore italiano, centrocampista del Guidonia M. 1937.

## Carriera
Cresciuto nei settori giovanili di Romulea e Frosinone, nel 2018 viene ceduto in prestito al Monterosi Tuscia, con cui resta anche nella stagione successiva.
Il 13 agosto 2020 viene tesserato dal Cittadella; il 14 gennaio 2023 segna la prima rete in Serie B, nella partita vinta per 1-2 contro il Pisa.
Dopo 4 stagioni in Serie B con i veneti il 13 luglio 2024 viene ufficializzato dal Trapani, neopromosso in Serie C. Dopo appena 3 mesi risolve il contratto, per motivi personali. Il 24 gennaio 2025 firma con il Guidonia, in Serie D.

## Statistiche

### Presenze e reti nei club
Statistiche aggiornate al 25 aprile 2025.
| Stagione          | Squadra           | Campionato        | Campionato | Campionato | Coppe nazionali | Coppe nazionali | Coppe nazionali | Coppe continentali | Coppe continentali | Coppe continentali | Altre coppe | Altre coppe | Altre coppe | Totale | Totale |
| Stagione          | Squadra           | Comp              | Pres       | Reti       | Comp            | Pres            | Reti            | Comp               | Pres               | Reti               | Comp        | Pres        | Reti        | Pres   | Reti   |
| ----------------- | ----------------- | ----------------- | ---------- | ---------- | --------------- | --------------- | --------------- | ------------------ | ------------------ | ------------------ | ----------- | ----------- | ----------- | ------ | ------ |
| 2018-2019         | Monterosi         | D                 | 36         | 4          | CI-D            | 1               | 0               | -                  | -                  | -                  | -           | -           | -           | 37     | 4      |
| 2019-2020         | Monterosi         | D                 | 24         | 1          | CI-D            | 2               | 0               | -                  | -                  | -                  | -           | -           | -           | 26     | 1      |
| Totale Monterosi  | Totale Monterosi  | Totale Monterosi  | 60         | 5          |                 | 3               | 0               |                    | -                  | -                  |             | -           | -           | 63     | 5      |
| 2020-2021         | Cittadella        | B                 | 4          | 0          | CI              | 2               | 0               | -                  | -                  | -                  | -           | -           | -           | 6      | 0      |
| 2021-2022         | Cittadella        | B                 | 14         | 0          | CI              | 1               | 0               | -                  | -                  | -                  | -           | -           | -           | 15     | 0      |
| 2022-2023         | Cittadella        | B                 | 25         | 1          | CI              | 2               | 0               | -                  | -                  | -                  | -           | -           | -           | 27     | 1      |
| 2023-2024         | Cittadella        | B                 | 26         | 0          | CI              | 2               | 0               | -                  | -                  | -                  | -           | -           | -           | 28     | 0      |
| Totale Cittadella | Totale Cittadella | Totale Cittadella | 69         | 1          |                 | 7               | 0               |                    | -                  | -                  |             | -           | -           | 76     | 1      |
| lug.-ott. 2024    | Trapani           | C                 | 4          | 0          | CI-C            | 1               | 0               | -                  | -                  | -                  | -           | -           | -           | 5      | 0      |
| gen.-giu. 2025    | Guidonia M. 1937  | D                 | 9          | 0          | CI-D            | 3               | 1               | -                  | -                  | -                  | -           | -           | -           | 12     | 1      |
| Totale carriera   | Totale carriera   | Totale carriera   | 142        | 6          |                 | 14              | 1               |                    | -                  | -                  |             | -           | -           | 156    | 7      |

## Palmarès
- Serie D: 1

Guidonia M. 1937: 2024-2025 (girone G)